# Клекотина
Клекотина (укр. Клекотина, пол. Klekotyna) — село на Украине, находится в Мурафской сельской общине Жмеринского района Винницкой области.
Код КОАТУУ — 0525383001. Население по переписи 2001 года составляет 3872 человека. Почтовый индекс — 23525. Телефонный код — 4344.
Занимает площадь 14,121 км².
Решением исполнительного комитета Винницкого областного совета от 22 мая 1986 года сёла Клекотина и Слобода-Мурафская объединены в одно село Клекотина.

## Религия
В селе действует Свято-Успенский храм Шаргородского благочиния Могилёв-Подольской епархии Украинской православной церкви.

## Адрес местного совета
23525, Винницкая область, Шаргородский р-н, с. Клекотина, ул. Вишнева, 93

## Уроженцы села
Купчишин, Михаил Федорович — украинский краевед